# Канавали (Козенца)
Канавали је насеље у Италији у округу Козенца, региону Калабрија.
Према процени из 2011. у насељу је живело 81 становника. Насеље се налази на надморској висини од 354 м.